# Geotrogus editorum
Geotrogus editorum är en skalbaggsart som beskrevs av Henri de Peyerimhoff 1949. Geotrogus editorum ingår i släktet Geotrogus och familjen Melolonthidae. Inga underarter finns listade i Catalogue of Life.